# Anodisation

L'anodisation (appelé parfois éloxage, en Suisse Romande) est un traitement de surface (de type conversion) qui permet de protéger ou de décorer une pièce en aluminium (ou alliage) ou titane (ou alliage) par oxydation anodique (couche électriquement isolante de 5 à 50 micromètres). Elle octroie aux matériaux une meilleure résistance à l'usure, à la corrosion et à la chaleur. L'épaisseur varie en fonction de la destination du produit final.
Pour les usages courants à l'intérieur, cinq micromètres sont suffisants, dix pour l'extérieur, vingt pour le bord de mer et parfois plus (anodisation dure) pour des usages spécifiques très agressifs. L'anodisation améliore également l'aspect (incolore ou teinté). L'opération consiste en une succession de bains suivis de rinçage : un premier pour préparer la surface, un second pour produire l'oxyde, un troisième pour la couleur éventuelle et enfin le dernier pour stabiliser. L'oxydation naturelle incontrôlée des pièces en aluminium ne forme pas de barrière étanche, sauf pour certains alliages d'aluminium moins sensibles aux corrosions (par exemple AG6).
Cet oxyde d'aluminium, très pur, est de l'alumine, blanche en couche épaisse. Il est d'une dureté très élevée : c'est le corindon utilisé dans les abrasifs. L'anodisation forme une couche de cristaux qui sont très hygrophiles, propriété que l'on utilise pour colmater la surface. Cette hydratation (dernière phase du traitement) provoque une combinaison stable avec cet oxyde (étanche aux agents corrosifs) (pratiqué à chaud, plus de 70 °C, certains ajoutent du bichromate de potassium 50 g/l). Dans le cas de l'aluminium ces cristaux permettent d'emprisonner des colorants très fins qui sont bloqués dans la structure. La couleur des pièces en titane anodisé dépend de la tension appliquée lors de l'anodisation (à composition de bain identique). Les couleurs obtenues sont très agréables. Il est possible aussi de ne pas colmater la couche d'anodisation, notamment dans le cas où une couche de peinture est appliquée ultérieurement. En effet la couche poreuse servira de base d'accroche (mécanique) à la peinture.

## Type d'anodisation sur aluminium

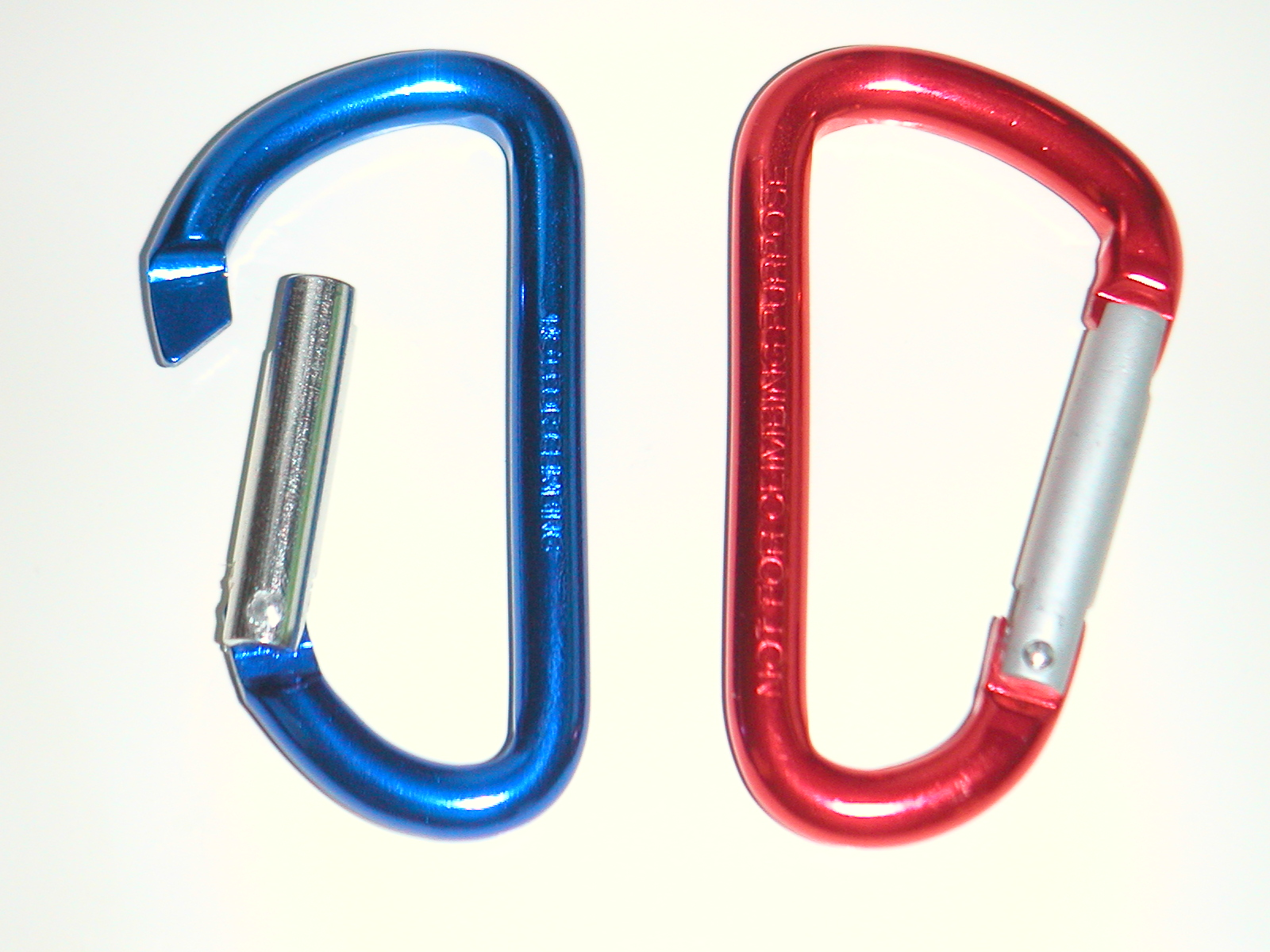
Mousquetons simples en aluminium anodisé.

- OAS : Oxydation Anodique Sulfurique
- OAT : Oxydation Anodique Titane (s’effectue avec un bain d'OAS)
- OAC : Oxydation Anodique Chromique (À base de Chrome VI / Chrome hexavalent, en voie de disparition à cause de la réglementation REACH)
- OAD : Oxydation Anodique Dure (Anodisation dure)
- OAST: Oxydation Anodique SulfoTartrique (Développé par Airbus en remplacement de l'OAC avant peinture)
- OASB: Oxydation Anodique SulfoBorique (Développé par Boeing en remplacement de l'OAC avant peinture)

## Remarques
- Par temps très froid ne posez pas une main humide sur une surface anodisée : le phénomène de gel est accéléré et vous resteriez très solidement collé à la façon des collages à la cyanoacrylates.
- Quand on manipule des pièces anodisées, on entend le bruit caractéristique des microcristaux qui crissent.